# 1797 год в науке
В 1797 году были различные научные и технологические события, некоторые из которых представлены ниже.

## События
- Генри Кавендишем осуществлено первое экспериментальное измерение гравитационной постоянной, названное экспериментом Кавендиша.
- Смитсон Теннант приводит доказательства, что бриллиант состоит из чистого углерода.
- Луи Воклен выделил из «сибирского красного свинца» (PbCrO4, современное название — крокоит) новый тугоплавкий металл (скорее всего был получен карбид хрома).
- Жозеф Луи Пруст начал исследования ставшие основой для открытия им закона постоянства состава.
- Закрыт Старый Лёвенский (устар. лувенский) университет — существовавший в городе Лёвене (на тот момент герцогство Брабант, Бургундские Нидерланды; ныне Бельгия) с 1425 по 1797 годы университет, считавшийся до XVI века лучшим в Европе[1].
- Основана Академия Сёхэйдзака.
- Основан Российский государственный педагогический университет имени А. И. Герцена.
- Открыт Российский государственный военно-исторический архив.

## Родились
- 9 января — Фёдор Петрович Врангель, российский мореплаватель и полярный исследователь (ум. 1870).
- 23 июля — Шарль Жюль Лабарт, французский археолог (ум. 1880).
- 6 ноября — Габриэль Андраль, французский медик и педагог; профессор, член Французской академии наук (ум. 1876).
- 14 ноября — Чарлз Лайелл, основоположник эволюционного учения в геологии (ум. 1875).
- 17 декабря — Джозеф Генри, американский физик (ум. 1878).

## Скончались
- 15 июня — Кристен Фриис Роттбёлль, датский ботаник и врач, профессор медицины, директор Ботанического сада Копенгагена, ученик Карла Линнея[2].
- 28 июня — Пьетро Верри, итальянский философ эпохи Просвещения, экономист, историк.
- 10 августа — Гаэтано Лоренцо Монти, итальянский ботаник.